# Das Reich (journal)
Pour les articles homonymes, voir Das Reich.
Das Reich est un hebdomadaire allemand qui fut, entre mai 1940 et avril 1945, édité par le parti national-socialiste, publié par les éditions Deutschen Verlag (branche des éditions Franz-Eher-Verlag).
Le journal se voulait d'un niveau intellectuel relativement élevé, les Nazis désirant par ce biais influencer les milieux intellectuels. Le journal eut un grand succès, tirant jusqu'à 1,4 million d'exemplaires. 

## Thèmes abordés
Au fil du conflit, le journal reflète les choix de la propagande orchestrée par Joseph Goebbels. 
Avant l'ouverture du Front de l'Est, les attaques de l'hebdomadaire sont tournés exclusivement contre le Royaume-Uni et son Premier ministre Winston Churchill.
À partir du 26 juin 1941 (premier numéro sorti après le déclenchement de l'opération Barbarossa), sont systématiquement mêlées, la dénonciation de la ploutocratie occidentale, du judéo-bolchevisme et de leur alliance contre le Reich. Dans l'éditorial du 6 juillet suivant, Goebbels définit le conflit qui vient de commencer comme une lutte de l'humanité pour sa survie.

## Éditorial
L'éditorial était toujours rédigé par le ministre de la Propagande, Joseph Goebbels, rémunéré 2 000 Reichsmarks par éditorial.
Sur les 218 éditoriaux rédigés par le ministre de la Propagande, peu ont pour sujet principal les Juifs, mais les thèmes antisémites sont abondamment développés, soit pour étayer des thèses qui lui paraissent essentielles, soit pour introduire des éléments d'analyse relatifs à la conduite de la guerre, à la situation politique des adversaires du Reich, l'arrière, etc.

## Annexe